# سوه‌سو
سوه‌سو (به ایتالیایی: Seveso) یک کومونه در ایتالیا است که در استان مونتزا و بریانتزا واقع شده‌است.

## خصوصیات
سوه‌سو ۷٫۳۴ کیلومترمربع مساحت و ۲۲٬۸۷۷ نفر جمعیت دارد و ۲۱۱ متر بالاتر از سطح دریا واقع شده‌است.